# Midian
Midian (hebräisch מִדְיָן) ist der Name des Stammvaters der Midianiter im Tanach, der hebräischen Bibel. So heißt dort zugleich dieses Volk und sein Siedlungsgebiet. Der Name bedeutet wörtlich „Streitsache“ oder „Gerichtsurteil“ (arabisch مَدْيَن madyan).

## Stammvater
Midian wird in Gen 25,2–4 als vierter Sohn Abrahams und seiner zweiten Frau Ketura genannt. Seine Brüder waren Simran, Jokschan, Medan, Jischbak und Schuach. Isaak war demnach sein Halbbruder aus Abrahams erster Ehe mit Sara. Das 1. Buch der Chronik 1,32f greift diese Stelle auf und ordnet Midian in die Ahnentafel Israels ein. Es nennt zudem fünf seiner Söhne: Epha, Epher, Hanok, Abida und Eldaba.
Midian wurde von Abraham wie Ismael nach Osten geschickt und mit Geschenken bedacht, offenbar um nicht mit Isaak in Konflikt zu geraten. Dieser wurde als erstgeborener Sohn Saras, der Hauptfrau Abrahams, dessen Erbe.

## Volk und Region

Midianiter um 1200 v. Chr.

Die Midianiter waren nach der Bibel ein Stamm kriegerischer Wüstennomaden. Ihr Auftreten fällt in die vorstaatliche „Richterzeit“, die um 1200–1000 v. Chr. angesetzt wird. Ihre Raubzüge reichten bis in die Jesreelebene. Sie waren vor allem wegen der Verwendung von Kamelen als Reittiere erfolgreich.
Das Land Midian wird in der Bibel nur in ungefährer Richtung südöstlich von Palästina in der gebirgigen Wüste lokalisiert. Deshalb bleibt deren exakte Lokalisierung ungewiss.
Da sich nach Ex 3,1 dort der Gottesberg Horeb – der erst viel später mit dem Berg Sinai im Süden der gleichnamigen Halbinsel identifiziert wurde – befand, nimmt man an, dass sich die Gegend im nordwestlichen Teil des heutigen Saudi-Arabiens östlich des Golfs von Akaba befand.

## Biblische Bedeutung
Midian und die Midianiter sind für die Ursprungsgeschichte des Volkes Israel im Pentateuch von großer Bedeutung. Nach biblischer Überlieferung floh Mose nach seinem Mord an einem ägyptischen Sklaventreiber nach Midian, heiratete dort Zippora, die Tochter Jitros, des Priesters von Midian, die ihm zwei Söhne, Gerschom und Elieser, gebar (Ex 2). Nach 40 Jahren (Apg. 7,30–35) begegnete Mose dann JHWH, dem ihm bis dahin unbekannten Gott seiner Vorväter, am Gottesberg Horeb in einem brennenden Dornbusch und erhielt die Berufung zum Anführer seines Volkes aus der Sklaverei (Ex 3).
Nach dem gelungenen Auszug aus Ägypten erkannte der Priester Jitro, dass JHWH größer ist als alle Götter, brachte ihm dann am Gottesberg Horeb ein Opfer und hielt mit Moses, Aaron und den Ältesten der Israeliten das Opfermahl (Ex 18). Im Anschluss an diese Szene findet dann die große Sinaioffenbarung, die Verkündung der Tora und der Bundesschluss Gottes mit dem Volk Israel statt (Ex 19-24).
Zwar sieht die heutige historisch-kritische Bibelforschung diese Darstellung überwiegend als Konstrukt, das verschiedene, ursprünglich selbstständige Überlieferungskomplexe erst nachträglich verbinden sollte. Ein Hinweis darauf ist die unterschiedliche Benennung des Priesters von Midian in verschiedenen Bibeltexten als Reguel (Ex 2,18) oder Hobab  und seine teilweise Zuordnung zu den Kenitern (Ri 4,11), eines auf Kain zurückgeführten anderen Volksstammes im Osten Palästinas.
In Num 25 und 31 sowie Ri 6 erscheinen die Midianiter als Erzfeinde Israels, deren vollständige Ausrottung (Bann) JHWH gebietet bzw. durch das dem Heerführer Gideon verliehene Charisma selbst vollstreckt. Moses ordnet in Num 31,17-18 die Tötung aller gefangen genommenen Midianiter mit Ausnahme der weiblichen Kinder und Jungfrauen an, welche schließlich in den Besitz der Sieger übergehen.
Dennoch wird eine frühe Begegnung zwischen Hebräern und Midianitern bzw. Kenitern und gemeinsame Verehrung des Vulkangottes JHWH für wahrscheinlich gehalten, da dieser Gottesname auch in außerbiblischen Funden wie der Mescha-Stele belegt ist und diese teilweise ebenfalls auf ein Gebiet östlich des Golfs von Akaba verweisen.